# Movin' Out
Movin' Out – broadwayowski musical, wyreżyserowany i wyprodukowany przez Twyle Tharp. Motywem przewodnim są historie opisane w piosenkach Billy Joela (nazwa pochodzi od tytułu jednej z nich).
Akcja toczy się w latach 60. na Long Island. (Akt I) Eddie i Brenda zrywają ze sobą, podczas kiedy zakochani w sobie James i Judy szykują się do ślubu. Ich przyjaciel Tony szuka miłości i znajduje ją u Brendy. Niestety wojna wietnamska zmusza mężczyzn do wyjazdu z domu. Tylko dwóch z nich wraca, James zginął w czasie walki. Judy pozostaje w żałobie i smutku przez długi czas. (Akt II) Eddie i Tony próbują poukładać sobie życie po powrocie z wojny. Jednak Tony ciągle kłóci się z Brendą, a Eddie odwiedza night-cluby, zatapiając swoje smutki w narkotykach i alkoholu. Niedługo po tym, Eddie postanawia z tym skończyć dla Judy, którą przypadkowo spotyka w parku. Tony i Brenda znów pałają do siebie miłością, a cała czwórka odnawia przyjaźń.

## Obsada
Stuart Capps (Tony) – North Carolina School of the Art, New York City Ballet 

Dylis Croman (Brenda) – grała w Sweet Charity, Oklahoma!, Thou Shalt Not i inne 

Laura Feig (Judy) – Seiskaya Ballet Academy, Atlanta Ballet 

Laurie Kanyok (Brenda) – pierwsza obsada w Movin' Out 

Brendan King (Eddie) – trenował z matką, Nancy King 

Eric Otto (James) – School of American Ballet 

Keith Robert (Tony) – dostał nagrodę za rolę Tony'ego w Movin' Out 

Rasta Thomas (Eddie) – Dance Theatre of Harlem, Kirov and Jeoffrey Ballets 

i wiele innych...

## Movin' Out Tour
Musical przyjechał do londyńskiego Apollo Victoria Theatre na 16 tygodni (6 kwietnia - 22 maja). Grają:
Holly Cruickshank jako Brenda 

Ron Todorowski jako Eddie 

David Gomez jako Tony 

Matthew Dibble jako James 

Laura Costa-Chaud jako Judy 

Po Londynie udadzą się w trasę po Europie.

## Nagrody
2003 Tony Awards

Najlepsza orkiestra dla Billy Joel i Stuart Malina

Najlepsza choreografia dla Twyla Tharp 

2003 Tony Award Nominacje 

Najlepszy Musical 

Najlepszy Reżyser 

Najlepsze projekcje świateł 

Najlepszy aktor w musicalu dla Johna Selya 

Najlepsza aktorka w musicalu dla Elizabeth Parkinson 

Najlepiej przedstawiony aktor w musicalu dla Keitha Robertsa 

Najlepiej przedstawiona aktorka w musicalu dla Ashley Tuttle 

Najlepiej przedstawiony aktor w musicalu dla Michaela Cavanaugh 

2003 Drama Desk and Outer Critics Circle Awards

Ms. Tharp za Najlepszą Choreografię

2005 National Broadway Theatre Awards 

Najlepszy Nowy Musical 

Najlepsza Choreografia 

2005 Helen Hayes Awards 
Dla Rona Todorowskiego, aktora w drugiej obsadzie

Dla Holly Cruickshank, aktorki w drugiej obsadzie

2003 TDF/Astaire Awards
Najlepsza Choreografia dla Twyly Tharp 

Najlepszy Tancerz dla Johna Selya 

Najlepsza Tancerka dla Elizabeth Parkinson 